# Circuito de Rua de Puerto Madero
O Circuito de Rua de Puerto Madero é um circuito de rua localizado em Puerto Madero, Buenos Aires, Argentina. Foi utilizado pela primeira vez em 10 de janeiro de 2015 para o quarto ePrix de Fórmula E. A pista tem 2,480 km (1,54 mi) de comprimento e possui 12 curvas. O circuito foi projetado por Santiago García Remohí. O circuito foi o único local a ter participado nas três primeiras temporadas, mas não apareceu na quarta temporada.